# Oprirea turturicii
Oprirea turturicii (engleză: Hawksbill Station) este un roman științifico-fantastic de Robert Silverberg prima oară publicat în octombrie 1968 de Editura Doubleday. Romanul este o extindere a unei povestiri  publicate în revista  Galaxy Science Fiction în 1967.
În Marea Britanie, romanul a fost publicat prima oară în 1978 sub denumirea The Anvil of Time, în Franța în același an ca Les Déportés du Cambrien (Deportații din Cambrian). 

## Prezentare
Pușcăriașii din secolul XXI sunt deportați în  Precambrian de către autorități. Hawksbill Station este o colonie penală a Statelor Unite din Precambrian unde au fost trimiși doar bărbați. Mașina timpului a fost inventată dar ea funcționează doar într-un singur sens: dinspre viitor spre trecut. În peisajul de groază al erei primare viața există doar în mări, iar pușcăriașii viitorului se agață cu disperare de platoul lor pustiu...  